# Our Version of Events (álbum de Emeli Sandé)
Our Version of Events é o álbum de estreia da cantora escocesa Emeli Sandé. O álbum foi lançado em 13 de fevereiro de 2012 pela Virgin Records, após Sandé ganhar o Critics' Choice Awardsno BRIT Awards 2012. Embora Our Version of Events seja seu primeiro lançamento, Sandé atua na indústria desde 2009, notavelmente aparecendo em singles de Chipmunk ("Diamond Rings") e com o músico Wiley, " Never Be Your Woman ". O álbum apresenta R&B, soul e pop.
Sandé começou a trabalhar com Alicia Keys para o seu álbum e para o álbum que Alicia Keys lançaria em seguida. Naughty Boy foi uma grande colaboração com Sandé desde o dia em que ela começou a criar música profissionalmente. Ela escreveu todas as faixas do álbum, dizendo que a chave para uma boa música ao escrever é usar "honestidade" e "emoção bruta". Após o lançamento do álbum, a habilidade vocal de Sandé foi comparada  para nomes como Aretha Franklin, Whitney Houston, Beyoncé, Annie Lennox, Tracy Chapman, Nina Simone, Joni Mitchell e Lauryn Hill. Madonna também manifestou interesse pela música de Sandé.
A canção "Heaven" foi lançada em agosto de 2011 como o primeiro single do álbum, alcançando o número dois no UK Singles Chart e mais tarde se tornou um sucesso internacional, ficando entre os dez primeiros em muitos países europeus. Sandé lançou " Read All About It " com o professor Green em novembro de 2011, que resultou em sua escrita " Read All About It, Pt. III ". " Daddy " foi lançado em novembro de 2011, alcançando o número 21 no UK Singles Chart e também se tornando um sucesso internacional. "Easier in Bed", um single promocional foi lançado no iTunes em dezembro de 2011. " Next to Me " foi o terceiro single lançado e se tornou um sucesso global, entrando no UK Singles Chart no número dois e no Irish Singles Chart no número um. " My Kind of Love " foi lançado como o quarto single do álbum em junho de 2012, com Sandé aparecendo no The Voice UK para promover o single. Após o lançamento, o álbum estreou em primeiro lugar no UK Albums Chart e permaneceu no primeiro lugar por cinco semanas não consecutivas. A British Phonographic Industry certificou o álbum 2× Platinum, tornando-o o álbum mais vendido de um artista britânico desde I Dreamed a Dream (2009), de Susan Boyle . O álbum também estreou no número dois no Irish Albums Chart .
Um relançamento do álbum ocorreu em 22 de outubro de 2012. Incluiu três novas faixas, um remix e um cover de " Imagine " (originalmente de John Lennon), substituindo a versão de Sandé de " Abide with Me ". " Wonder " (uma música creditada de Naughty Boy com Emeli Sandé apresentada na versão americana do álbum) foi lançada como o primeiro single do relançamento. Ele também serve como o primeiro single do álbum de Naughty Boy,  Hotel Cabana. Em setembro de 2012, Our Version of Events tornou-se o álbum mais vendido de 2012 no Reino Unido, ultrapassando o álbum 21 da cantora Adele . Foi também o segundo álbum mais vendido de 2013 no Reino Unido.

## Antecedentes
Sandé apareceu pela primeira vez em público quando enviou um vídeo para a competição de música urbana da BBC de Trevor Nelson, onde tocou piano enquanto cantava uma de suas músicas favoritas, "Nasty Little Man". Mais tarde foi anunciado que ela havia vencido a competição e Sandé recebeu um contrato de gravação. No entanto, uma vez que ela conheceu a gestão para finalizar o contrato de gravação, a gestão decidiu não prosseguir com um acordo a Sandé. Seus pais mais tarde enviaram à BBC Radio 1Xtra um CD de suas músicas e Ras Kwame tocou as músicas em suas "Homegrown Sessions", e quatro artistas naquele ano foram convidados a fazer um show no Soho, nos Estados Unidos. Mais tarde, ela conheceu Shahid Khan, que já trabalhou com Ms Dynamite e Bashy . Khan disse: "Quando começamos juntos, levamos a música a algo completamente original. Isso me tirou do meu nicho de piano de jazz e a tirou de sua cena urbana. Então começamos a escrever para uma cena pop."
Sandé começou escrevendo faixas para artistas como Alesha Dixon, Chipmunk, Professor Green, Devlin, Preeya Kalidas, Cheryl Cole e Tinie Tempah . Enquanto tentava entrar na indústria da música, ela estudava medicina na Universidade de Glasgow, mas decidiu parar no quarto ano. Sandé sempre disse que sua educação era a coisa mais importante para ela, afirmando que se sua carreira musical falhasse, ela teria sua educação para se apoiar. Sandé disse que seu empresário, Adrian Sykes, esperou pacientemente desde os 16 anos, dizendo: "Adrian realmente respeita que eu quero ter um estudo como base. Ele também sabe que meus pais querem que eu termine a universidade." Sandé se apresentou publicamente pela primeira vez quando ela forneceu vocais convidados no single de sucesso de Chipmunk, " Diamond Rings ", que ela também escreveu em 2009. Um ano depois, ela voltou novamente à atenção do público quando se juntou a Wiley em seu single de retorno, " Never Be Your Woman ", a música se tornou o segundo single entre os dez primeiros no UK Singles Chart . Mais tarde, foi anunciado que "Never Be Your Woman" foi uma canção com a EMI Records para ver o quão bem a música alcançaria, com o sucesso que a música teve, Sandé mais tarde assinou um contrato de gravação com a Virgin Records .

## Desenvolvimento

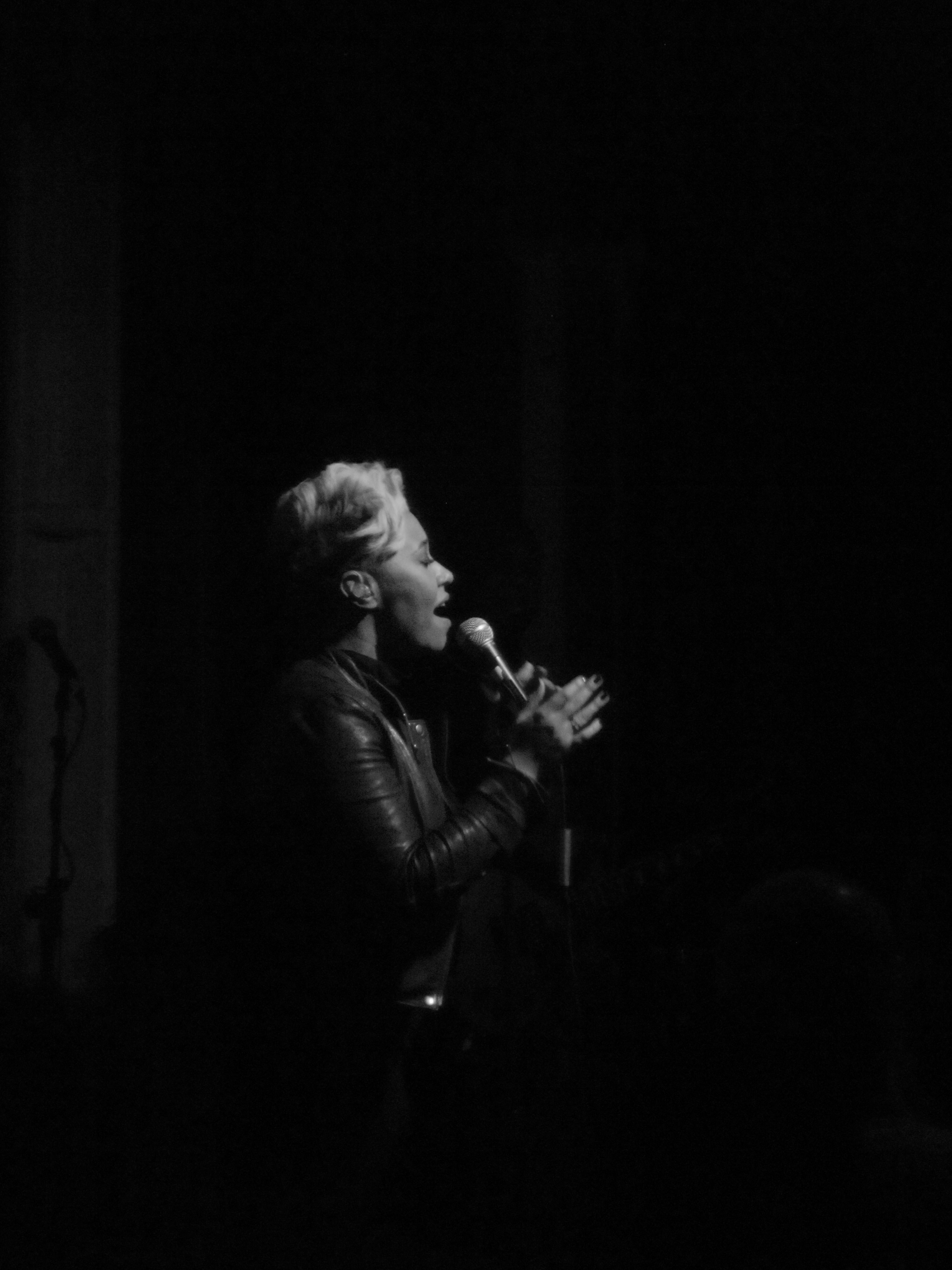
Sandé na XOYO

Sandé assumiu seu nome do meio Emeli profissionalmente dois anos antes de atingir o centro das atenções, já que Adele havia acabado de ganhar destaque. "Eu mudei assim que Adele saiu. Eu apenas pensei: 'Você meio que pegou o [nome] agora', então fui com meu nome do meio. Ela estava ficando cada vez maior, então pensei que realmente precisava disso."
Sandé disse que uma vez que ela ganhou o Critics' Choice Award no BRIT Awards ela disse que estava mais animada para o lançamento de seu álbum e que sua confiança cresceu, já que seu álbum não estava disponível na época da premiação, mas ela disse que não não importa o quão feliz ela estava com o disco, sempre haveria dúvidas à espreita em algum lugar. “Passei tanto tempo nos bastidores escrevendo para outras pessoas e participando de discos de outras pessoas, então foi tão bom receber o reconhecimento para mim como artista por direito próprio”. Ela falou sobre o alívio que sentiu quando assinou um contrato de gravação com a Virgin Records em 2010, enquanto falava que era uma "longa jornada para conseguir um contrato", pois ela disse que "uma vez que você se estabelece como compositor, é muito difícil levar as pessoas a reconhecê-lo como um artista em seu próprio direito. Parecia uma longa batalha para fazer com que as pessoas me vissem e acreditassem na minha música. Muitas gravadoras não queriam me contratar. Então foi ótimo provar que as pessoas estavam erradas nesse sentido."
Mais tarde, Tracy Chapman foi adicionada ao nome das pessoas com quem ela queria trabalhar. Beyoncé e Stevie Wonder disseram que queriam trabalhar com Sandé. Ela disse que enquanto eles assumem que ela está ocupada no momento, saber que Wonder gostaria de trabalhar com ela era um sonho tornado realidade. Ela disse que continuaria a colaborar com Alicia Keys em seu próximo álbum e ficaria lisonjeada em trabalhar com Beyoncé, pois sua voz é incomparável. Nicki Minaj também era alguém com quem ela gostaria de colaborar no álbum, mas não teve a chance. Sua habilidade vocal é frequentemente comparada a Whitney Houston, Aretha Franklin, Beyoncé, Alicia Keys, Christina Aguilera e Annie Lennox .

## Gravação
Sandé disse que, por mais que quisesse, nunca tocaria piano tão bem quanto Nina Simone, mas daria o seu melhor. Ela adora as músicas que Simone produziu, incluindo " I Wish I Knew How It Would Feel to Be Free " e a versão de Simone de " I Think It's Going to Rain Today ". Ela disse que as músicas originais de Simone são muito poéticas e disse: "Então, quando ouço coisas comerciais no momento, estou pensando 'você não ouviu Nina Simone, não ouviu como uma música deve ser escrita? "
Sandé começou a trabalhar no estúdio com Naughty Boy em 2009, onde a dupla trabalhou pela primeira vez no álbum de estreia de Chipmunk, I Am Chipmunk .  Ela disse que queria que as músicas de seu álbum de estreia fossem novas e que ela queria tentar retomar como ela escreveu as músicas no início de sua carreira. Sandé teve formação em música clássica como compositora na adolescência e aprendeu a tocar piano desde cedo, e transmitir que tocava, compunha e compunha suas próprias músicas era muito importante para ela. Ela disse no álbum, ela queria que as pessoas vissem todos os lados dela como artista, então era importante ter músicas lá onde pudesse haver uma conexão real com a letra, ao invés de apenas música pop descartável. Joni Mitchell e Lauryn Hill também foram grandes influências para o álbum.
Ela começou a trabalhar com o professor Green no álbum. A dupla já havia trabalhado juntos nos álbuns do rapper Alive Till I'm Dead em 2010 na faixa "Kids That Love to Dance" e At Your Inconvenience em 2011, na faixa " Read All About It ". Este se tornou o primeiro single número um de Sandé e Professor Green no UK Singles Chart . A cantora destacou que ela definiu a música como uma história de sua vida. Ela disse que o álbum é muito diferente dos dois primeiros singles que ela lançou do álbum " Heaven " e " Daddy " e "Read All About It" com o Professor Green e que os fãs devem esperar algo um pouco diferente. Sandé também conheceu Madonna depois que ambas foram convidados no The Graham Norton Show, e Madonna expressou interesse em trabalhar com Sandé no futuro. Madonna também falou sobre seu amor por sua faixa " Next to Me ".
Ela disse que haverá momentos no álbum que são muito mais íntimos e muito mais despojados de outras faixas do álbum, mas essas faixas aparecem e se destacam. Sandé disse que as pessoas não sabiam o que fazer com ela, era só ela e seu piano, que estava muito despojado, era completamente diferente do que todo mundo estava acostumado e diferente de tudo que estava por aí. No entanto, ela ressaltou que é bom ser diferente e não previsível.
Ed Sheeran falou sobre gostar da música de Sandé, dizendo que ela passou muito tempo no disco e que poderia ser tão grande quanto o segundo álbum de Adele, 21, que já vendeu mais de 27 milhões de discos em todo o mundo. Sandé revelou que queria trazer a poesia de volta à música, pois ela se perdeu. As músicas que estão sendo lançadas atualmente são para o "momento", pois nos fazem sentir bem e podemos dançar com elas, disse Sandé. Ela disse que Our Version of Events terá letras de poesia, pois pretende trazê-las de volta à moda. Ela disse; Grandes compositores aparecem muito raramente, mas quando ouço Tracy Chapman ou Joni Mitchell, são pessoas que prestam atenção à letra e são precisas sobre isso. Eu sinto que isso foi colocado em segundo lugar por ter um produtor legal ou se as crianças vão gostar. Ela disse que a indústria da música é difícil de entrar, mas uma vez que você entra, é muito leal. No estúdio de gravação, a Syco Music ouviu algumas músicas de Sandé que eles queriam, mas ela recusou e disse que queria mantê-las para seu próprio álbum. Mais tarde, eles pediram que ela escrevesse para alguns de seus artistas, e Leona Lewis entrou no estúdio com ela e a Naughty Boy para gravar por algumas semanas, e ela disse que ela e Lewis tinham muito em comum. Ela também disse que Lewis tem uma voz fenomenal e ela era adorável.
"Boys" que era a faixa do lado B de Cheryl Cole para " 3 Words " foi originalmente para o álbum de Sandé. No entanto, ela disse que quando ouviu Cole cantá-la, ela adorou como o que a letra significava para Cole era diferente do que significava para ela quando ela a escreveu, então Sandé decidiu dar a faixa para Cole.

## Estilo musical
"Pelo fato de ter desistido de medicina, foi importante para mim que isso não se tornasse um trabalho mal feito. Eu sempre tentei dar meu melhor para fazer isso acontecer. O fato de ter deistido da oportunidade de me tornar médica estava me atormentando. Foi um incentivo para ser melhor do que apenas um estilo de vida. Quando eu deixei de estudar medicina, eu sabia que eu não iria ficar de bobeira por aí. Eu planejei compor para o máximo de pessoas possíveis e criar o máximo que eu podia para mim e para os outros."

—Emeli Sandé sobre compor músicas após desistir de estudar medicina
Sandé disse que a chave para uma música de sucesso é a simplicidade. A cantora destacou que ela nunca poderia ter lançado músicas que ela escreveu quando tinha 17 anos porque ela fez as músicas muito complicadas; dizendo que havia muitas palavras e partes grandes na faixa. Ela afirmou que a principal característica de uma música clássica era manter a "melodia simples" e ter uma grande "eficácia nas letras", o que era muito mais fácil dizer do que realmente fazer. Sandé disse que outra chave importante para uma boa música na composição é usar "honestidade" e uma "emoção bruta" como a melhor maneira de escrever. Ela disse que se tentar escrever algo que seja "inteligente demais", o processo criativo não funcionaria para ela. "Kill the Boy" foi uma das primeiras ideias que veio à cabeça de Sandé. Se ela precisar trabalhar em uma música por mais de um dia, ela não voltará a ela porque não funcionará. Ela continuou dizendo que se funcionasse, a ideia da música seria quase instantânea. Sandé disse que todas as suas canções são sobre a paz mundial e questões políticas . Ela é a mesma pessoa desde que ganhou o contrato com a Virgin Records, e são as mesmas músicas que ela planejou para o álbum antes de ganhar o contrato. Ela disse que muitas pessoas não viam potencial nas músicas ou nela, mas uma vez que ela conseguiu o contrato com a gravadora, ela ganhou mais confiança. "Quando você é derrotado tantas vezes, você meio que aprende a acreditar em si mesmo, a se defender, porque você pode apostar que ninguém mais vai fazer isso."

## Músicas e letras
Sandé disse que a primeira faixa do álbum, "Heaven", era uma enorme "épica canção pop" que tinha cordas arrebatadoras. Surgiu quando ela estava conversando tarde da noite com Naughty Boy, o produtor da música com quem ela trabalhou durante todo o álbum. Ela disse que Naughty Boy tinha uma batida tocando de fundo, e então ela pegou a primeira linha da música e a música começou a se escrever a partir dali. Ela disse; “Adoro como músicas como essa se desenvolvem: antes que percebêssemos, estávamos adicionando cordas com um sintetizador, Naughty Boy sugeriu o loop Funky Drummer e veio junto de forma muito orgânica”. A música foi fortemente comparada com "Unfinished Sympathy " do Massive Attack ; no entanto, Sandé disse que ela leva isso como um elogio, pois ela é uma grande fã de Massive Attack. No entanto, ela disse que liricamente ou melodicamente as músicas não são semelhantes, mas o loop Funky Drummer tem sido muito usado e tem cordas nas pessoas e é por isso que a conexão é feita entre as duas músicas. Ela disse que estava feliz se as pessoas tivessem a mesma vibração da música, pois ela ama a música e disse que a música era "realmente emocionante". Sandé disse que também "desenhou" a música para um momento de boate, onde todos podem colocar as mãos no ar. O gênero da música apresentava um pop dubstep . Sandé disse que a música foi baseada no fato de ela acreditar em Deus e no céu, embora não siga uma religião. Ela disse que o que mais a inspirou a escrever a faixa foi sua ideia de céu, que era estar cercada de música e um lugar muito calmo, e ela escreveu sobre isso em "Heaven".
" My Kind of Love " é a segunda faixa do álbum, que mostra os vocais comoventes e poderosos de Sandé e é o primeiro de muitos momentos inspirados em baladas poderosas e diz-se que é um dos momentos em que a força de Sandé brilha. "My Kind of Love" também foi a última faixa que Sandé escreveu para o álbum, e ela escreveu a música em sua cozinha. A música é sobre seu noivo, o amor incondicional de Adam por ela, e ela disse que ele a apoiava no que ela quisesse fazer, ser musicista ou médica.
"Where I Sleep" é a terceira faixa do álbum, e Sandé disse que queria manter a faixa "aberta" e deixar as pessoas se conectarem à música do seu jeito, pois ela destacou que a música não precisa necessariamente ser romântico. A cantora disse que não pretendia fazer nenhuma de suas faixas românticas, embora você possa aplicar as faixas ao romance e ao amor. Ela disse que a música significa; "é isso, quando estou com você posso estar em qualquer lugar e me sinto em casa".
"Mountains" é uma faixa suave, acústica e sincera. É também uma das primeiras faixas que ela e Naughty Boy (o produtor da música) escreveram três anos antes do lançamento do álbum. A música é sobre os pais de Sandé e sua jornada na vida. Seu pai lhe ensinou que cada geração deveria tentar melhorar de onde a última veio. Em 1980, seu pai e sua mãe se reuniram em Sunderland, Tyne and Wear, onde Sandé nasceu. Ela queria que a faixa tivesse uma "grande sensação" ao descrever uma situação muito comum. " Clown " foi comparado à música de Adele e sua faixa " Rolling in the Deep ".
" Daddy " é o segundo single lançado do álbum. Foi a primeira música em que ela e Naughty Boy trabalharam juntos e ela apontou que a música não tem nada a ver com seu pai. Tem o som de um hit de dança do início dos anos 1990, e a música foi comparada à música de Seal e Adamski . A faixa é sobre sua luta enquanto tenta entrar na indústria da música e como as pessoas podem se tornar fanáticas por dinheiro, drogas, fama ou religião. "Daddy" também representa como aquela coisa que você pode continuar retornando, como o vício em drogas na indústria da música e como é fácil recorrer. No entanto, ao mesmo tempo em que ela escrevia a música, ela estava pensando em The Jeremy Kyle Show, e no fato de que as pessoas riem das pessoas naquele show, e que estão desesperadas o suficiente para ir ao show e falar sobre seus problemas. Ela também disse que a música foi escrita muito rapidamente em duas ou três horas.
"Maybe" é a sétima música do álbum, que também foi escrita três anos antes do álbum ser lançado e antes de ela conhecer todas as pessoas que trabalharam no álbum com ela e com ela e Paul Herman, que já trabalhou com Dido e Jessie J escreveu a faixa. A música é sobre confusão e o fato de que você não sabe ao certo quando termina com alguém em um relacionamento se essa pessoa não era o amor da sua vida e há uma dúvida se você tomou a decisão certa.
"Suitcase" é a oitava música do álbum. Ela estava cantando o verso "ele tem cara azul" e Sandé achou que soava como a palavra "mala". Então, naquele momento, uma história inteira saiu, e disse que naquele momento ela estava tentando expressar como estava se sentindo, quase inconscientemente. Cerca de um mês atrás (quando a música foi escrita), ela e seu noivo tiveram uma briga e foi um momento muito difícil para ela. Ela apenas escreveu como se sentia sobre isso.
A nona faixa do álbum, "Breaking the Law" foi escrita para sua irmã, de quem ela é muito próxima. Ela é uma das únicas pessoas por quem faria qualquer coisa, disse Sandé. E ao mesmo tempo, ela tinha acabado de se formar em direito e sempre tocava suas músicas para sua irmã primeiro.
A faixa número dez, " Next to Me ", é o terceiro single lançado do álbum. Sandé queria a velha sensação de alma para a pista. A música é sobre o amor e a lealdade sobre "homens bons", o que significa que a música pode ser sobre seu parceiro ou sobre seu deus.
"River", a décima primeira música do álbum, foi escrita quando ela estava sentada sozinha ao piano e as linhas simplesmente vieram, embora ela não saiba de onde vieram. Ela disse; "É sobre o tipo forte e silencioso. Acho que quanto mais alto as pessoas falam, menos elas têm a dizer." "Lifetime" a terceira última faixa do álbum é sobre o fato de que Sandé nunca consegue encontrar uma ligação entre ciência e música. "Quando estudei medicina, meu cérebro estava em outra marcha. É sobre como nada realmente dura para sempre, mas na minha vida, a música e as ideias que tenho durarão."
"Hope" é a décima terceira faixa do álbum e foi escrita com Alicia Keys . Sandé disse que estava muito nervosa por conhecê-la e escrever com ela, mas continuou dizendo que Keys era uma pessoa muito calorosa que sabia como fazer as pessoas se sentirem à vontade. A dupla sentou e tocou piano, o que para Sandé é realmente "coisa rara" de se fazer com outro cantor. Eles mantiveram contato e Sandé escreveu para Keys' Girl on Fire .
" Read All About It, Pt. III " é a última faixa do álbum. Ele veio depois da versão original com o professor Green . Ela disse que depois que ela e o professor Green fizeram tantos shows juntos, ela ouviu e viu o quão pessoal a música era para ele. Isso começou a fazê-la pensar: "o que a música significa para mim e qual é a minha interpretação dela?" é por isso que ela escreveu.

## Lançamento e reedição
O álbum de estreia de Sandé foi lançado em 13 de fevereiro de 2012. Ela disse que é muito difícil imaginar que ela está lançando um álbum com a Virgin Records . Ela disse que sempre iria "definitivamente" lançar um álbum, se ela estivesse assinada ou não. No entanto, ela afirmou que não achava que haveria "muita antecipação ou reconhecimento do que eu estava fazendo". Ela disse que adora estar no centro das atenções e que as pessoas estão falando muito sobre ela. Ela disse que só ama a atenção porque experimentou o outro lado, quando ninguém se importa.
Ela disse que o título do álbum surgiu quando uma manhã enquanto ela estava tomando café da manhã com Naughty Boy, um dos produtores do álbum, e seu consultor artístico e disse "Eu acho que tenho o título perfeito" enquanto eles estavam tendo um conversa sobre política. O título do álbum foi anunciado por Sandé através de sua conta oficial no Twitter. O título também foi mencionado em " Read All About It (Pt. III), que ela escreveu depois de decidir sobre um título, ela escreveu a música com o produtor, Naughty Boy e Professor Green .
Em agosto de 2012, foi anunciado que Sandé estaria relançando Our Version of Events com várias novas faixas. A coletânea foi precedida pelo lançamento de dois singles onde Sandé é creditado como artista em destaque. Primeiramente, em 21 de outubro, a Naughty Boy lançou " Wonder ", que apresenta Sandé nos vocais. "Wonder" é o primeiro single do álbum de estreia do Naughty Boy Hotel Cabana . Outro single, " Beneath Your Beautiful ", que é um dueto entre Labrinth e Sandé, foi lançado como o sexto single de Labrinth de seu álbum de estreia Electronic Earth em 18 de outubro de 2012 e se tornou seu primeiro número um solo e o segundo single número um de Sandé após subiu ao topo do UK Singles Chart, após seu sucesso "Beneath Your Beautiful" substituiu o cover de Sandé de " Abide with Me " no repackage.

## Músicas
"Heaven está fazendo parte de todas as playlists e eu estou muito feliz. Está na lista A da Radio 1, o que é incrível. Heaven também chegou ao topo dos charts  Shazam, por conta de milhões de pedidos diários que fizeram atráves do nome da canção tocadas no rádio e em bares e baladas."

—Emeli Sandé  falando para o "Daily Record sobre a grande resposta do público para a canção "Heaven".
O primeiro single a ser lançado de Our Version of Events é " Heaven ", produzida por Mike Spencer, uma balada com house beats, cordas suaves e uma seção de metais que lembrava produções do DJ Mark Ronson . O single ganhou airplay cedo nas listas de reprodução da BBC Radio 1, com o DJ do dia Fearne Cotton coroando a música como seu "gravação da semana" na segunda semana de julho de 2011. "Heaven" foi lançado em 12 de agosto de 2011, acompanhado por uma série de gravações de performances ao vivo como b-sides, além de um EP de remixes que foi lançado simultaneamente com o single. Após o lançamento, "Heaven" estreou no UK Dance Singles Chart no número um e número dois na parada principal de singles . Também alcançou os dez primeiros na Escócia, Dinamarca, e Itália.
" Daddy " foi lançado como o segundo single do álbum em 27 de novembro de 2011, um mês depois de Sandé ter participado do single número um do artista britânico Professor Green, " Read All About It " É creditado como apresentando Naughty Boy (compositor e produtor Shahid Khan), que também produziu a música e a maior parte do álbum de Sandé. "Daddy" é construído em torno de "assombrantes sinos de igreja" com uma melodia principalmente acústica . "Daddy" chegou ao número cinco na Finlândia, número vinte na Escócia e número vinte e um no Reino Unido provando um pouco menos bem sucedido do que "Heaven". No entanto, quebrou o top dez do UK R&B Chart, conseguindo alcançar o número seis. Logo depois, foi anunciado que os críticos haviam nomeado Sandé o cobiçado Critics Choice para o BRIT Awards de 2012 .
O Critics Choice Award de Sandé foi seguido com o lançamento do terceiro single do álbum, " Next to Me ", produzido por Harry "Craze" & Hugo "Hoax" Chegwin e Mojam Music. O single é construído em torno de "batidas que balançam a cabeça" e harmonias de " coro gospel " no refrão. "Next to Me" foi lançado digitalmente em 12 de fevereiro de 2012 e, ao contrário dos singles anteriores, a música não foi empacotada com nenhum remix ou lado B. Apesar disso, "Next to Me" se tornaria o lançamento de maior sucesso do álbum. Foi o primeiro a receber grande reconhecimento nos Estados Unidos, onde foi tocado no formato de rádio Adult R&B e alcançou o número trinta e quatro na parada Hot Adult R&B Songs, e alcançou o número 25 na Billboard Hot 100 . "Next to Me" tornou-se o primeiro número um de Sandé como artista solo, alcançando o topo das paradas na Irlanda e na Escócia. No Reino Unido, perdeu por pouco a colaboração de DJ Fresh e Rita Ora, " Hot Right Now ", bem como alcançou o top dez na Bélgica, Finlândia e Nova Zelândia.
Em 10 de junho de 2012, quase um ano desde a estreia de "Heaven", Sandé lançou o quarto single " My Kind of Love " como parte de um EP de remixes."My Kind of Love" é outra produção de Craze & Hoax, desta vez auxiliada por Danny Keyz e Emile Haynie . Sandé cantou a música ao vivo durante a primeira temporada do The Voice UK antes de seu lançamento. "My Kind of Love" alcançou o número dezessete na parada de singles do Reino Unido, top trinta na Escócia, e top quarenta na Bélgica e Irlanda.
" Clown " foi lançado como o quinto single do álbum. Sandé cantou a cançãoo ao vivo na final do The X Factor em Manchester. Foi incluído no lançamento original do álbum e na reedição. Uma versão acústica de "Easier in Bed" foi lançada como single promocional em dezembro de 2011. " Read All About It, Pt. III " foi lançado como single em alguns países.

## Turnê

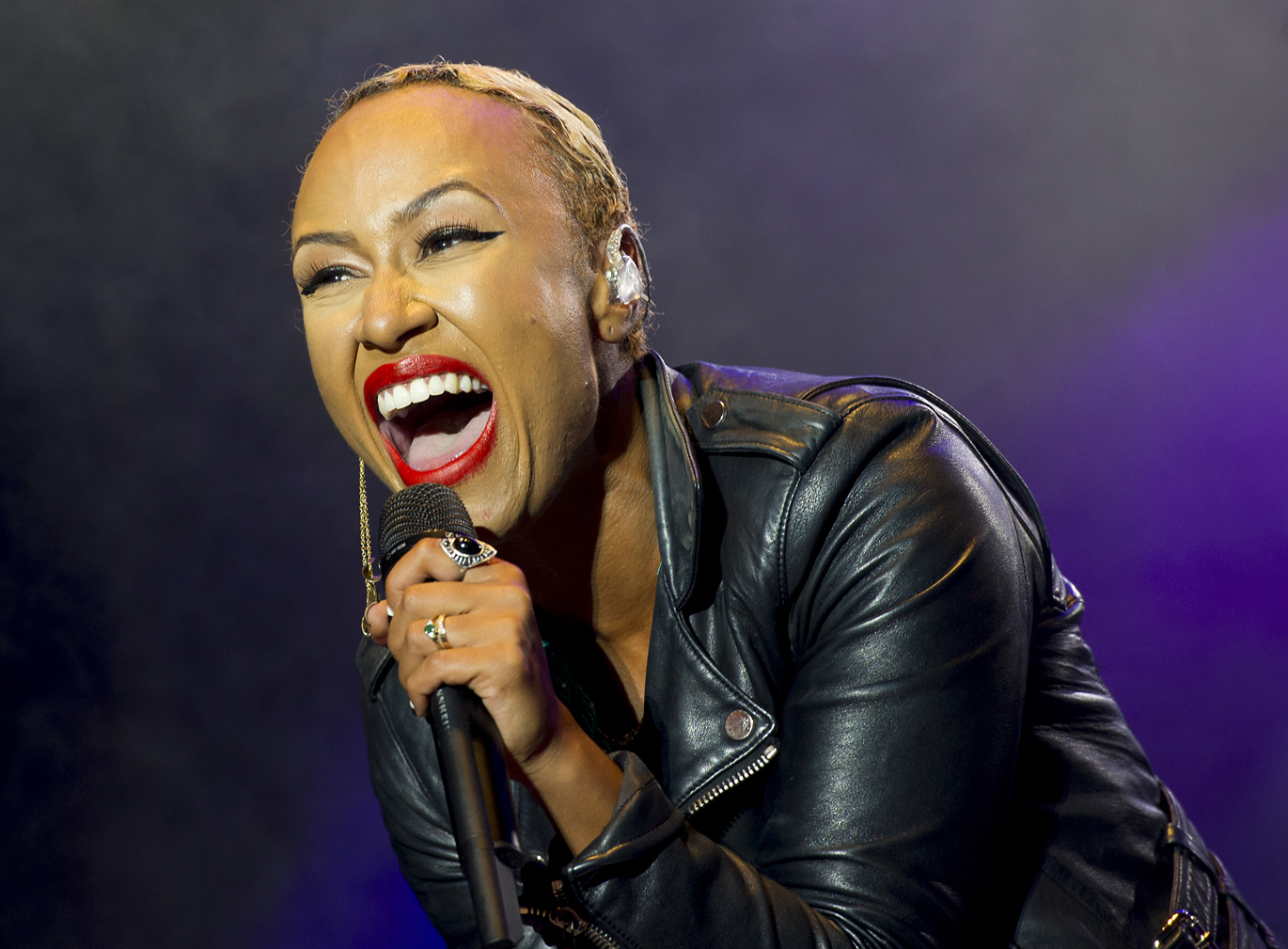
Sandé se apresentando no Festival de Música de Gibraltar 2013

A turnê "Our Version of Events" começou em novembro de 2011. Em dezembro de 2011, Sandé realizou a abertura dos concertos da banda Coldplay em sua Mylo Xyloto Tour e os apoiou novamente em julho de 2012 para as datas da América do Norte. Sandé realizou concertos especiais em Cardiff, Glasgow, Inverness, Aberdeen, Dundee e Edimburgo como parte dos Concertos de Celebração do Revezamento da Tocha Olímpica, bem como se apresentou nas Cerimônias de Abertura e Encerramento das Olimpíadas de Londres 2012, bem como em alguns dos principais festivais de 2012 no T no Parque e V Festival .
À medida que a temporada de festivais de música de verão terminava, Sandé realizou sua turnê em novembro de 2012 com cinco datas especiais em Dublin, Glasgow, Birmingham, Londres e Manchester. A turnê começou em Dublin em 5 de novembro e terminou no The Bridgewater em Manchester em 11 de novembro. Depois disso, Sande realizou duas datas em Toronto e Montreal em 23 e 24 de novembro de 2012. Mais duas noites no Manchester Central e no Hammersmith Apollo nos dias 9 e 19 de dezembro de 2012 encerraram o ano.
De janeiro de 2013 a fevereiro de 2013, Sandé excursionou pela maioria dos Estados Unidos como parte de seus shows na América do Norte. Começou em Atlanta em 12 de janeiro de 2013 e terminou em San Diego em 7 de fevereiro de 2013. Sandé voltará então à Europa para iniciar sua última etapa na Europa.

## Recepção critica
O álbum recebeu críticas geralmente positivas dos críticos de música. Hattie Collins, editora da RWD Magazine deu a Our Version of Events uma crítica positiva afirmando: "Este é um álbum que merece todo o sucesso que, sem dúvida, receberá". A BBC disse que eles esperavam que o álbum fosse muito pop, já que ela escreveu para artistas pop como Sugababes, Leona Lewis e Alesha Dixon . No entanto, eles apontaram que isso não chega como eles disseram; "nós temos um álbum encantador e ocasionalmente comovente cheio de cuidado e polimento, esforço e graça." Eles também apontaram que o álbum reflete Stevie Wonder, Mary J. Blige e George Michael . Digital Spy disse que o álbum transmite uma paixão, desejo e mensagens de superação em Our Version of Events . Eles disseram; "é difícil imaginar que Sandé estava destinado a fazer qualquer outra coisa na vida. Melhor ainda, parece que ela acabou de começar." O Boston Globe deu uma crítica positiva.

## Desempenho comercial
Após o lançamento do álbum, Our Version of Events estreou no número um em 19 de fevereiro de 2012 no UK Albums Chart . Durante a primeira semana do lançamento de seu álbum de estreia, vendeu 113.319 cópias. Isso fez do álbum o segundo álbum mais vendido de 2012, ficando atrás do álbum de estreia de Lana Del Rey, Born to Die . Em seguida, tornou-se a primeira semana de vendas mais vendida para um álbum de estreia de uma artista solo feminina britânica desde que Susan Boyle lançou I Dreamed a Dream em 2009, que também estreou no número um com vendas na primeira semana de 411.820 cópias. Durante a segunda semana do álbum, Our Version of Events caiu um lugar para o número dois depois que o segundo álbum de Adele 21 vendeu pouco mais de 1.000 cópias a mais que Sandé. Na terceira semana do álbum, ele tirou 21 do primeiro lugar e voltou ao número um novamente pela segunda vez. Na quarta semana na parada, o álbum caiu para o número três, depois que Wrecking Ball, de Bruce Springsteen, estreou no número um e In My Dreams, das Military Wives, alcançou o número dois. Apesar do álbum no objetivo de traçar  no número um no Irish Album Chart, o álbum estreou no número dois. Quinze semanas após o lançamento do álbum, o álbum recuperou o primeiro lugar em vendas de apenas 13.430 cópias, as vendas mais baixas para um álbum número um desde que Happy Nation do Ace of Base vendeu 12.042 cópias no número um em junho de 1994. Em 23 de dezembro de 2012, o álbum recuperou o primeiro lugar novamente em vendas de 178.000, superando as vendas de abertura. Até o final de 2012, o álbum vendeu 1.393.000 cópias apenas no Reino Unido, tornando-se o álbum mais vendido do ano.
Em abril de 2013, a Official Charts Company confirmou que Sandé havia quebrado o recorde dos Beatles, Please Please Me, de passar as semanas mais consecutivas no Top 10 da parada de álbuns oficiais do Reino Unido de qualquer álbum de estreia. Em 26 de maio de 2013, o álbum saiu do Top 10 pela primeira vez depois de passar 66 semanas consecutivas no top 10. Em 24 de novembro de 2013, o álbum saiu do top 40 pela primeira vez. Além de ser o álbum mais vendido de 2012 no Reino Unido, também foi o álbum mais vendido ao longo de 2013, até que o terceiro álbum do One Direction, Midnight Memories, surgiu à frente do álbum durante a última semana de 2013. com 685.000 cópias vendidas contra 683.000 de Sandé. Em junho de 2015, Our Version of Events vendeu mais de 2.260.000 cópias no Reino Unido e é o quarto álbum mais vendido da década de 2010 .
Até 5 de outubro de 2016, o álbum vendeu 278.000 cópias nos EUA.

## Lista de músicas
Versão internacional
| Versão Standart |                              |                                       |         |  |
| N.º             | Título                       | Producer(s)                           | Duração |  |
| 1.              | "Heaven"                     | Mike Spencer                          |         |  |
| 2.              | "My Kind of Love"            | Emile Haynie Danny Keyz Craze & Hoax^ |         |  |
| 3.              | "Where I Sleep"              | Naughty Boy                           |         |  |
| 4.              | "Mountains"                  | Mojam Music Naughty Boy               |         |  |
| 5.              | "Clown"                      | Naughty Boy                           |         |  |
| 6.              | "Daddy"                      | Naughty Boy Mojam Music*              |         |  |
| 7.              | "Maybe"                      | Herman & Millard Mojam Music*         |         |  |
| 8.              | "Suitcase"                   | Naughty Boy Harrison* Mojam Music*    |         |  |
| 9.              | "Breaking the Law"           | Naughty Boy                           |         |  |
| 10.             | "Next to Me"                 | Craze & Hoax Mojam Music*             |         |  |
| 11.             | "River"                      | Naughty Boy                           |         |  |
| 12.             | "Lifetime"                   | Naughty Boy                           |         |  |
| 13.             | "Hope"                       | Alicia Keys                           |         |  |
| 14.             | "Read All About It, Pt. III" | Gavin Powell                          |         |  |
| Duração total:  | Duração total:               | Duração total:                        | 48:56   |  |

| Itunes Store Bonus Content |                         |                          |         |  |
| N.º                        | Título                  | Producer(s)              | Duração |  |
| 15.                        | "Tiger"                 | Naughty Boy              |         |  |
| 16.                        | "Heaven"                | Mike Spencer             |         |  |
| 17.                        | "Daddy"                 | Naughty Boy Mojam Music* |         |  |
| 18.                        | "Where I Sleep"         | Naughty Boy              |         |  |
| 19.                        | "Her Version of Events" | Sandé                    |         |  |

| Special Edition Bonus Content |                          |                    |         |  |
| N.º                           | Título                   | Producer(s)        | Duração |  |
| 15.                           | "Wonder"                 | Naughty Boy        |         |  |
| 16.                           | "Breaking the Law"       | Naughty Boy        |         |  |
| 17.                           | "Easier in Bed"          | Naughty Boy        |         |  |
| 18.                           | "Beneath Your Beautiful" | Labrinth Da Diggla |         |  |
| 19.                           | "Imagine"                | Naughty Boy        |         |  |

| Itunes Store Special Edition Bonus Tracks |                          |                    |         |  |
| N.º                                       | Título                   | Producer(s)        | Duração |  |
| 15.                                       | "Tiger"                  | Naughty Boy        |         |  |
| 16.                                       | "Wonder"                 | Naughty Boy        |         |  |
| 17.                                       | "Breaking the Law"       | Naughty Boy        |         |  |
| 18.                                       | "Easier in Bed"          | Naughty Boy        |         |  |
| 19.                                       | "Beneath Your Beautiful" | Labrinth Da Diggla |         |  |
| 20.                                       | "Imagine"                | Naughty Boy        |         |  |

| German Special Edition Bonus Tracks |                          |                    |         |  |
| N.º                                 | Título                   | Producer(s)        | Duração |  |
| 15.                                 | "Wonder"                 | Naughty Boy        |         |  |
| 16.                                 | "Breaking the Law"       | Naughty Boy        |         |  |
| 17.                                 | "Easier in Bed"          | Naughty Boy        |         |  |
| 18.                                 | "Beneath Your Beautiful" | Labrinth Da Diggla |         |  |
| 19.                                 | "Imagine"                | Naughty Boy        |         |  |
| 20.                                 | "Heaven"                 | Mike Spencer       |         |  |

| Tesco Special Edition Bonus Tracks |                          |                    |         |  |
| N.º                                | Título                   | Producer(s)        | Duração |  |
| 15.                                | "Wonder"                 | Naughty Boy        |         |  |
| 16.                                | "Beneath Your Beautiful" | Labrinth Da Diggla |         |  |
| 17.                                | "Breaking the Law"       | Naughty Boy        |         |  |
| 18.                                | "Easier in Bed"          | Naughty Boy        |         |  |
| 19.                                | "Abide with Me"          | Naughty Boy        |         |  |

| Japanese Special Edition Bonus Track |              |                           |         |  |
| N.º                                  | Título       | Producer(s)               | Duração |  |
| 15.                                  | "Tiger"      | Naughty Boy               |         |  |
| 16.                                  | "Heaven"     | Mike Spencer              |         |  |
| 17.                                  | "Next to Me" | Craze & Hoax Mojam Music* |         |  |

| Latin America Deluxe Edition Bonus Tracks |              |             |         |  |
| N.º                                       | Título       | Producer(s) | Duração |  |
| 20.                                       | "Next to Me" |             |         |  |

Versão dos EUA
| N.º | Título             | Producer(s)                        | Duração |  |
| 1.  | "Heaven"           | Mike Spencer                       |         |  |
| 2.  | "My Kind of Love"  | Haynie Keyz Craze & Hoax^          |         |  |
| 3.  | "Where I Sleep"    | Naughty Boy                        |         |  |
| 4.  | "Wonder"           | Naughty Boy                        |         |  |
| 5.  | "Mountains"        | Mojam Music Naughty Boy            |         |  |
| 6.  | "Clown"            | Naughty Boy                        |         |  |
| 7.  | "Daddy"            | Naughty Boy Mojam Music*           |         |  |
| 8.  | "Maybe"            | Herman & Millard Mojam Music*      |         |  |
| 9.  | "Suitcase"         | Naughty Boy Harrison* Mojam Music* |         |  |
| 10. | "Breaking the Law" | Naughty Boy                        |         |  |
| 11. | "Next to Me"       | Craze & Hoax Mojam Music*          |         |  |
| 12. | "River"            | Naughty Boy                        |         |  |
| 13. | "Lifetime"         | Naughty Boy                        |         |  |
| 14. | "Hope"             | Alicia Keys                        |         |  |

| N.º | Título                       | Producer(s)                             | Duração |  |
| 15. | "Beneath Your Beautiful"     | Labrinth Da Digglar                     |         |  |
| 16. | "Read All About It, Pt. III" | Gavin Powell                            |         |  |
| 17. | "Next to Me"                 | Craze & Hoax Mojam Music*               |         |  |
| 18. | "My Kind of Love"            | Haynie Keyz Craze & Hoax^ RedOne Alex P |         |  |
| 19. | "Here It Comes"              | Smith                                   |         |  |

| N.º | Título  | Producer(s) | Duração |  |
| 15. | "Tiger" | Naughty Boy |         |  |

| N.º | Título                          | Producer(s)              | Duração |  |
| 15. | "Tiger"                         | Naughty Boy              |         |  |
| 16. | "Read All About It, Pt. III"    | Gavin Powell             |         |  |
| 17. | "Daddy"                         | Naughty Boy Mojam Music* |         |  |
| 18. | "Daddy"                         | Naughty Boy Mojam Music* |         |  |
| 19. | "Every Teardrop Is a Waterfall" | Sandé                    |         |  |

| N.º | Título          | Producer(s) | Duração |  |
| 15. | "Easier in Bed" | Naughty Boy |         |  |

| N.º | Título                          | Producer(s)              | Duração |  |
| 15. | "Easier in Bed"                 | Naughty Boy              |         |  |
| 16. | "Read All About It, Pt. III"    | Gavin Powell             |         |  |
| 17. | "Daddy"                         | Naughty Boy Mojam Music* |         |  |
| 18. | "Daddy"                         | Naughty Boy Mojam Music* |         |  |
| 19. | "Every Teardrop Is a Waterfall" | Sandé                    |         |  |

| N.º | Título                         | Producer(s)              | Duração |  |
| 15. | "Read All About It (Part III)" | Gavin Powell             |         |  |
| 16. | "Daddy"                        | Naughty Boy Mojam Music* |         |  |
| 17. | "Daddy"                        | Naughty Boy Mojam Music* |         |  |

## Charts
| Chart (2012–2013)                       | Peak position |
| --------------------------------------- | ------------- |
| Austrália (ARIA)                        | 17            |
| Australian Urban Albums (ARIA)          | 3             |
| Áustria (Ö3 Austria Top 40)             | 17            |
| Bélgica (Ultratop Flandres)             | 3             |
| Bélgica (Ultratop Valônia)              | 10            |
| Canadá (Billboard)                      | 22            |
| Dinamarca (Hitlisten)                   | 8             |
| Países Baixos (Dutch Charts)            | 3             |
| Finlândia (Suomen virallinen lista)     | 5             |
| França (SNEP)                           | 9             |
| Alemanha (Offizielle Deutsche Charts)   | 7             |
| Irlanda (IRMA)                          | 1             |
| Itália (FIMI)                           | 24            |
| Nova Zelândia (RMNZ)                    | 9             |
| Noruega (VG-lista)                      | 15            |
| Polónia (ZPAV)                          | 29            |
| Portugal (AFP)                          | 20            |
| Escócia (Official Scottish Albums)      | 1             |
| Espanha (PROMUSICAE)                    | 19            |
| Suécia (Sverigetopplistan)              | 27            |
| Suíça (Schweizer Hitparade)             | 6             |
| Reino Unido (Official Albums Chart)     | 1             |
| Estados Unidos (Billboard 200)          | 28            |
| Estados Unidos (Top R&B/Hip Hop Albums) | 4             |

| Chart (2012)                          | Position |
| ------------------------------------- | -------- |
| Belgian Albums (Ultratop Flanders)    | 9        |
| Belgian Albums (Ultratop Wallonia)    | 83       |
| Dutch Albums (Album Top 100)          | 31       |
| French Albums (SNEP)                  | 37       |
| German Albums (Offizielle Top 100)    | 53       |
| Irish Albums (IRMA)                   | 4        |
| Italian Albums (FIMI)                 | 79       |
| Swiss Albums (Schweizer Hitparade)    | 44       |
| UK Albums (OCC)                       | 1        |
| US Top R&B/Hip-Hop Albums (Billboard) | 76       |
| Chart (2013)                          | Position |
| Belgian Albums (Ultratop Flanders)    | 18       |
| Belgian Albums (Ultratop Wallonia)    | 66       |
| Dutch Albums (Album Top 100)          | 15       |
| French Albums (SNEP)                  | 75       |
| German Albums (Offizielle Top 100)    | 43       |
| Irish Albums (IRMA)                   | 3        |
| New Zealand Albums (RMNZ)             | 43       |
| Swiss Albums (Schweizer Hitparade)    | 19       |
| UK Albums (OCC)                       | 2        |
| US Billboard 200                      | 190      |
| US Top R&B/Hip-Hop Albums (Billboard) | 39       |
| Chart (2014)                          | Position |
| UK Albums (OCC)                       | 75       |

| Chart (2010–2019)            | Position |
| ---------------------------- | -------- |
| Dutch Albums (Album Top 100) | 54       |
| UK Albums (OCC)              | 8        |

| Chart                      | Position |
| -------------------------- | -------- |
| Irish Female Albums (IRMA) | 26       |

## Histórico de lançamentos
| País           | Data de lançamento      | Edição          | Gravadoras)            |
| -------------- | ----------------------- | --------------- | ---------------------- |
| Reino Unido    | 13 de fevereiro de 2012 | Edição Padrão   | Virgin EMI Records     |
| Espanha        | 14 de fevereiro de 2012 | Edição Padrão   | Música EMI             |
| Alemanha       | 9 de março de 2012      | Edição Padrão   | Música EMI             |
| Estados Unidos | 5 de junho de 2012      | Edição Padrão   | Registros do Capitólio |
| Reino Unido    | 22 de outubro de 2012   | Edição especial | Virgin EMI Records     |